# Comuna Zubrînka, Volodarsk-Volînskîi
Zubrînka (în ucraineană Зубринська сільська рада) este o comună în raionul Volodarsk-Volînskîi, regiunea Jîtomîr, Ucraina, formată din satele Ciovnova, Liskî, Mîhailivka, Stavkî, Vîșneakivka și Zubrînka (reședința).

## Demografie
Componența lingvistică a satului Zubrînka
     Ucraineană (99,28%)
     Alte limbi (0,72%)
Conform recensământului din 2001, majoritatea populației satului Zubrînka era vorbitoare de ucraineană (99,28%), existând în minoritate și vorbitori de alte limbi.